# أوستين بلير
أوستين بلير (بالإنجليزية: Austin Blair) هو محامي وسياسي أمريكي، ولد في 8 فبراير 1818 في كارولين في الولايات المتحدة، وتوفي في 6 أغسطس 1894 في جاكسون في الولايات المتحدة. حزبياً، نشط في الحزب الجمهوري.

## مناصب
- انتخب حاكم ميشيغان [الإنجليزية]‏ (2 يناير 1861 – 5 يناير 1865).
- انتخب عضو مجلس ولاية ميشيغان.
- انتخب عضو مجلس نواب ميشيغان  [لغات أخرى]‏.
- انتخب عضو مجلس النواب الأمريكي.